# Nycteola atrata
Nycteola atrata är en fjärilsart som beskrevs av Sheldon 1919. Nycteola atrata ingår i släktet Nycteola och familjen trågspinnare. Inga underarter finns listade i Catalogue of Life.